# 山田二郎 (弁護士)
山田 二郎（やまだ じろう、1930年 - ）は、京都府出身の法学者、弁護士（登録番号：19081）。租税訴訟学会会長。

## 来歴・人物
京都大学法学部卒、裁判官、訟務検事、東海大学教授などを歴任。
租税実体法、租税手続法、租税争訟法等に関する論文多数。企業法務に関するスペシャリスト。
日本の租税訴訟領域における第一人者。

## 著書
- 『実務租税法講義』（民事法研究会、2005年）
- 『税法講義　第2版』（信山社出版、2001年）
- 『税理士業務の民事責任とその対策』（日本税理士連合会、1997）

| スタブアイコン | サブスタブ | この項目は、まだ閲覧者の調べものの参照としては役立たない、人物に関連した書きかけの項目です。この項目を加筆・訂正などしてくださる協力者を求めています（P:人物伝/PJ:人物伝）。 |